# Nazionale maschile di football americano dell'Egitto
La nazionale di football americano dell'Egitto è la selezione maggiore maschile di football americano della Federazione Egiziana di Football Americano, che rappresenta l'Egitto nelle varie competizioni ufficiali o amichevoli riservate a squadre nazionali.

## Risultati
Legenda: Grassetto: Risultato migliore, Corsivo: Mancate partecipazioni

## Dettaglio stagioni

### Tornei

#### Campionato africano

##### Fase finale
| Stagione | regular season | regular season | regular season | regular season | regular season | regular season | playoff | playoff | playoff | playoff | playoff | playoff       | playoff    |
|          | Vin            | Par            | Per            | Tot            | PF             | PS             | Vin     | Per     | Tot     | PF      | PS      | risultato     | avversaria |
| -------- | -------------- | -------------- | -------------- | -------------- | -------------- | -------------- | ------- | ------- | ------- | ------- | ------- | ------------- | ---------- |
| 2014     | -              | -              | -              | -              | -              | -              | 0       | 1       | 1       | 6       | 26      | Secondo posto | Marocco    |
| Totale   | -              | -              | -              | -              | -              | -              | 0       | 1       | 1       | 6       | 26      |               |            |

Fonte: americanfootballitalia.com

### Riepilogo partite disputate
| Anno             | Luogo    | Evento              | Fase del torneo | Incontro         | Risultato |
| 13 dicembre 2014 | Il Cairo | Campionato africano | Finale          | Egitto - Marocco | 6 - 26    |

## Confronti con le altre Nazionali
Questi sono i saldi dell'Egitto nei confronti delle Nazionali incontrate.

### Saldo negativo
| Nazionale | Giocate | Vinte | Pareggiate | Perse | PF | PS | Ultima vittoria | Ultimo pari | Ultima sconfitta |
| --------- | ------- | ----- | ---------- | ----- | -- | -- | --------------- | ----------- | ---------------- |
| Marocco   | 1       | 0     | 0          | 1     | 6  | 26 | -               | -           | 2014             |